# Heterarmia menoides
Heterarmia menoides là một loài bướm đêm trong họ Geometridae.